# McLaren
McLaren, được sáng lập vào năm 1963 bởi Bruce McLaren (1937-1970), là một đội đua nước Anh, vốn nổi tiếng nhất ở lĩnh vực đua xe Công thức 1 nhưng cũng tham gia tại Indianapolis 500-Mile Race, Canadian-American Challenge Cup và 24 Hours of Le Mans. Tên đầy đủ của đội hiện nay là Team McLaren Mercedes nhưng kể từ tháng 1 năm 2007 sẽ được đổi thành Vodafone McLaren Mercedes theo một bản hợp đồng tài trợ lớn từ hãng truyền thông Vodafone được thông báo từ tháng 12 năm 2005. Hiện nay người điều hành đội đua là Ron Dennis, dưới sự lãnh đạo của McLaren Racing, một thành viên của McLaren Group
Năm 1990 McLaren Cars được thành lập để phục vụ cho việc sản xuất xe hơi thông dụng dựa trên chuyên môn sẵn có từ các cuộc đua xe.
McLaren là một trong những đội đua thành công nhất ở Công thức 1, có nhiều chiến thắng hơn bất kỳ đội đua nào khác trừ Ferrari, đồng thời cũng sở hữu rất nhiều chức vô địch cá nhân và đồng đội tại F1. McLaren tổng cộng có 11 chức vô địch cá nhân và 9 chức đồng đội kể từ năm 1966.

## Những năm 1960
Bruce McLaren Motor Racing được sáng lập bởi 1 người New Zealand Bruce McLaren vào năm 1963. Chặng đua đầu tiên của  đội diễn ra tại Monaco năm 1966. Tuy nhiên những cuộc đua này tồn tại quá ngắn vì lỗi rò rỉ dầu ở chiếc xe.
Năm 1966 và 1967, đội đua chỉ đua với 1 chiếc xe với Bruce là tay lái chính. Ngoài nghĩa vụ đối với các giải Grand Prix, Bruce còn tham gia Can Am Championship bên cạnh người đồng đội Denny Hulme. Bộ đôi này đã giành chiến thắng 5 trong tổng số 6 cuộc đua.
Năm 1968 đội đua bao gồm 2 tay đua trong đó có cả Denny Hulme, ông hoàng F1 lúc bấy giờ và cũng là người đua tại giải Can Am cho McLaren. Bruce đã giành chức vô địch non-championship Race tại Brands Hatch. Sau đó tại Bỉ đã chứng kiến chức vô địch đầu tiên cho đội.
3 podiums tiếp theo năm 1969 được dành cho Bruce. Trong khi đó tại giải Can Am, ông và đồng đội của mình chia nhau các chiến thắng tại đó.

## Những năm 1970
Cả thập kỷ 70 của thế kỷ 20 chứng kiến 1 kết quả tồi tệ đáng thất vọng của McLaren với cái chết của ông chủ Bruce McLaren khi đang thử xe ở giải Can Am tại Goodwood. Mặc dù cái chết này để lại một khoảng trống lớn trong đội nhưng những thành viên khác đã tập hợp, đoàn kết lại và giành được một số thành quả khá quan trọng ở nhiều thể thức khác nhau bao gồm CanAm, Công thức 1, Công thức 2, Indy Car và F5000.
McLaren quyết định từ bỏ giải CanAm vào cuối năm 1972, chỉ tập trung vào Công thức 1 và IndyCar. Quyết định này của họ tỏ ra là 1 quyết định đúng đắn khi năm 1974 họ vô địch tuyệt đối với chức vô địch đồng đội và cá nhân (Emerson Fittipaldi) và chức vô địch Indianapolis 500 đầu tiên với tay đua Jonny Rutherford. Chức vô địch cá nhân năm 1976 đến với McLaren đồng nghĩa với việc họ là đội đua đầu tiên giành cả trọn bộ chức quán quân trong một mùa giải.
McLaren cuối cùng cũng rời bỏ giải IndyCar sau khi có kết quả tệ hại vào cuối năm 1979.

## Những năm 1980
Đội đua McLaren hiện nay là đội đua liên kết giữa McLaren và đội đua Công thức 2 thuộc sở hữu cá nhân của Ron Dennis, được gọi là Project 4, vào năm 1981. Kể từ đó, tất cả các thiết kế xe của McLaren đều được đặt tên là MP4-xx. Trong trường hợp này P4 chính là Project 4. Nhưng điều này không có liên quan gì tới thiết kế chassis.
Trên thực tế MP4 tượng trưng cho Malboro Project 4. Do vậy, tên đầy đủ phải là 'McLaren MP4-xx'. Cái tên này phản ánh không chỉ tên của đội mà còn của hãng tài trợ chính cho đội. Cái tên này đã tồn tại với McLaren nhiều năm nay, dù cho sau này nhà tài trợ chính của McLaren là West-đối thủ chính của Malboro. Như vậy, ngày nay Malboro là hãng tài trợ cho Ferrari nhưng vẫn để lại vết tích trong đội McLaren. Cái tên đó được ngăn cách bởi dấu gạch chéo "/" từ trước năm 1996 và đã được thay bằng dấu gạch ngang "-" từ năm 1997 tới nay.
Thời kỳ phồn thịnh nhất trong lịch sử McLaren tới dưới sự điều hành của Ron Dennis. John Barnard đã thiết kế ra chiếc MP4/1 mang tính chất lịch sử khi dùng hoàn toàn nguyên liệu sợi cácbon, nguyên liệu đã chứng tỏ vị thế vượt trội khi đưa vào động cơ Porsche Turbo. Các tay lái cho McLaren thời kỳ đó lần lượt là Niki Lauda, Alain Prost, Keke Rosberg và Stefan Johansson. McLaren-Porsche giành ngôi quán quân năm 1984 (cùng chiếc vương miện cá nhân của Niki Lauda) và năm 1985 (với chức vô địch đầu tiên cho Prost). Năm 1986 ngôi quán quân đã không thuộc về McLaren mặc dù Alain Prost vô địch lần thứ 2 liên tiếp.
Sau khi để tuột mất 2 chức vô địch liên tiếp năm 1986 và 1987, McLaren đã thuyết phục được Honda chấm dứt hợp đồng với Williams để đến với mình. Với cái tên mới McLaren-Honda đã giành được 1 kết quả đáng kinh ngạc với 15 trên 16 cuộc đua. Năm đó, Ayrton Senna có được danh hiệu đầu tiên trong sự nghiệp với đội đua nước Anh. Năm tiếp theo, với động cơ 3.5L mới được thiết kế bởi Honda, McLaren một lần nữa giành cú đúp với ngôi quán quân thuộc về Alain Prost. Prost đã chiếm được ngôi vô địch sau một tai nạn gây xôn xao dư luận với Ayrton Senna tại Nhật Bản GP. Đây là đỉnh điểm của một mối thù truyền kiếp giữa 2 tay đua tài năng bậc nhất Ayrton Senna và Alain Prost.
Alain Prost rời McLaren để tới Ferrari vào năm 1990. Tuy vậy, McLaren vẫn tiếp tục thống trị giải đua xe Công thức 1 suốt 2 năm sau đó, với chức vô địch của Senna năm 1990 và 1991 và 2 chức vô địch đồng đội. Thành công này có được nhờ đóng góp không nhỏ của Gerhard Berger, người thế chỗ Prost.

## Sự suy sụp của McLaren giữa những năm 1990
Từ năm 1992 trở đi, McLaren sa vào những thất bại. Sau ưu thế vượt trội của động cơ Renault khi cung cấp cho Williams, Honda quyết định từ bỏ F1. McLaren chuyển sang dùng động cơ Ford. Trong khi điều này khá là thuận lợi dưới tay lái của Senna thì đó quả là một mùa giải thảm khốc cho người đồng đội Michael Andretti khi chỉ giành được một vài điểm. Gần cuối mùa giải, anh được thế chỗ bởi Mika Haikkinen, một tay đua trẻ người Phần Lan. Năm 1994, Senna chuyển tới Williams, và Martin Brundle cùng với Haikkinen là 2 tay đua của McLaren với động cơ Peugeot. Thành tích của đội khi đó không hề gây được ấn tượng. Chính vì vậy Peugeot đã phải rút khỏi F1 để nhường chỗ cho động cơ mới của Mercedes-Benz. Thế nhưng mùa giải 1995 thậm chí còn tệ hại hơn 1994, với MP4/10 quá nặng và chậm chạp. Nhà cựu vô địch Nigel Mansell chuyển tới McLaren vào năm 1995 nhưng cũng sớm giã từ sự nghiệp chỉ sau 2 chặng đua vì lý do không phù hợp với chiếc xe.
1996 đánh dấu sự kết thúc 1 kỉ nguyên của McLaren khi phân tách khỏi nhà tài trợ lâu năm Malboro. Kể từ đó, chiếc xe đỏ trắng rất nổi tiếng bị thay thế bằng màu xám của nhà tài trợ mới: West.

## Cuối những năm 90
Mặc dù đạt kết quả tồi tệ năm 1996, cuối cùng động cơ Mercedes đã trở nên tốt hơn. Trong khi Williams thống trị F1 trong suốt những năm 1996, 1997 McLaren đã tiến những bước chậm chạp nhưng vững chắc với động cơ Mercedes và 2 tay đua Mika Haikkinen và David Coulthard. Năm 1997, Coulthard có 1 khởi đầu khá thuận lợi bằng việc chiến thắng Úc GP. Tuy vậy, chiếc xe vẫn không đủ ổn định để chiến thắng 1 chặng đua, kể cả khi Coulthard chiến thắng thêm chặng Ý. Trong suốt 1997, McLaren đã "đi đêm" với designer tài năng của Williams, Adrian Newey, và đưa được ông về đội trong sự tức giận của Williams. Chặng cuối cùng của mùa giải, European Grand Prix, Mika Haikkinen đã được nếm trải hương vị chiến thắng đã mong mỏi từ lâu.
Sự thật là McLaren đã có Adrian Newey trên đội ngũ kỹ thuật, cùng với việc giã từ F1 của Renault vào cuối năm 1997 đồng nghĩa với việc McLaren đã trở lại, sẵn sàng chiến đấu. Năm 1998, McLaren đã một lần nữa chiếm lấy thế thượng phong khi chiến thắng 9 chặng. Haikkinen trở thành nhà vô địch, giành được 100 điểm cùng với chức vô địch đồng đội của McLaren. Năm 1999, Haikkien bảo vệ thành công ngôi vô địch, nhưng McLaren lại để tuột mất danh hiệu đó vào tay Ferrari.

## 2000-2004

Biểu trưng của đội đua McLaren Mercedes

2000 là năm của những cuộc cạnh tranh quyết liệt giữa McLaren và Ferrari nhưng rốt cuộc thì Ferrari đã đánh bại đội đua nước Anh, giành ngôi vô địch.
Kể từ năm 2000, McLaren đã chiến đấu quyết liệt nhằm đòi lại vị trí thống trị tại F1. Năm 2001, McLaren có một bước tiến đáng kể khi giành vị trí thứ 2 chung cuộc nhưng đáng tiếc là cả hai trong số họ không ai đủ khả năng để đánh bại gã khổng lồ đỏ Ferrari với tay đua chủ lực Michael Schumacher. Năm 2002, Haikkinen có 1 kỳ nghỉ phép, một phần dẫn tới sự giải nghệ của nhà cựu vô địch, mở đường cho tay đua trẻ, người đồng hương đầy triển vọng Kimi Raikkonen để thế chỗ anh. McLaren chỉ giành được thêm 4 chiến thắng trong 3 năm 2002, 2003, 2004. Trong đó năm 2002 chỉ có 1 chiến thắng duy nhất tại Monaco của Coulthard.
Mùa giải 2003 khởi đầu đầy hứa hẹn, với 2 chiến thắng đầu mùa chia đều cho cả hai tay đua David Coulthard và Kimi Raikkonen. Tuy nhiên, các đối thủ khác nhanh chóng bắt kịp đội đua nước Anh khi McLaren lại đang phải vật lộn với những sửa chữa các lỗi của chiếc MP4-18. Điều này buộc đội đua phải sử dụng động cơ cũ MP4-17D, một cản trở rất lớn trong môn F1 hiện đại. Tuy vậy, Raikkonen vẫn kiên trì bám đuổi Michael Schumacher trên con đường giành chức vô địch cho tới chặng cuối cùng. Chung cuộc, Kimi Raikkonen và McLaren về nhì sau Michael Schumacher và Ferrari đúng 2 điểm.
McLaren bắt đầu mùa giải 2004 với MP4-19 mà giám đốc kỹ thuật Adrian Newey giới thiệu là "phiên bản nâng cấp của MP4-18". Nhưng tới giữa mùa giải, đội đua lại cần tới 1 chiếc xe mới. Chiếc MP4-19B thực sự là một chiếc xe mới với hệ thống khí động học được chế tạo hoàn toàn mới. David Coulthard giành được vị trí thứ 3 tại kì phân hạng tại Pháp đã đem tới một niềm hy vọng mới cho đội đua. Cuối năm Kimi Raikkonen giành được chiến thắng vang dội trước thế lực Michael Schumacher tại Bỉ năm đó.

## 2005
Tay đua người Colombia từng vô địch CART Juan Pablo Montoya được chọn làm người thay thế David Coulthard, là đồng đội mới của Kimi Raikkonen. Mùa giải này đối với Montoya không phải là một mùa giải có những bước khởi đầu thuận lợi khi anh phải nhường chỗ cho 2 test-drivers là Pedro De La Rosa và Alexander Wurz vì bị dính vào một chấn thương. Đầu mùa giải, McLaren không thật sự nổi bật, để mất nhiều điểm vào tay Renault. Tuy nhiên tại San Marino sự thể đã khác khi mà chiếc McLaren là chiếc xe nhanh nhất tại kì đua phân hạng. Đáng buồn thay khi Raikkonen để vuột mất chiến thắng trong tầm tay vào tay Fernando Alonso vì một lỗi của chiếc xe.

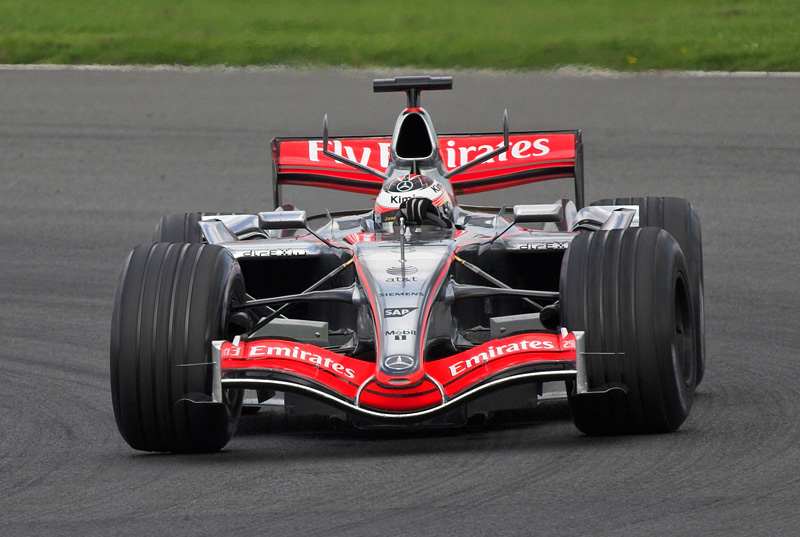
Kimi Raikkonen trên chiếc xe mới của McLaren Mercedes, 27 tháng 4 năm 2006, Silverstone, Anh

Mặc dù ưu thế về tốc độ trội hơn hẳn của McLaren so với đối thủ Renault, vấn đề đáng quan tâm nhất lúc bấy giờ của họ chính là sự tin cậy của chiếc xe. Đó là một cái gai khó dỡ bỏ của đội khi mà người trả giá cho những lỗi đó là những chiến thắng của Kimi Raikkonen. Nhờ những sai lầm đó, Renault chính là kẻ được hưởng lợi nhất trong việc gia tăng khoảng cách với đội thứ 2 trong bảng tổng sắp. Chính những bất ổn định này dẫn tới việc Kimi Raikkonen để mất chức vô địch một cách đáng tiếc và ngay cả ngôi quán quân đồng đội dành cho McLaren cũng bị Renault nẫng mất.
Ngày 19 tháng 12 năm 2005, McLaren tuyên bố ký được 1 hợp đồng béo bở với nhà đương kim vô địch Fernando Alonso vào năm 2007. Theo đó rộ lên nhưng suy đoán về khả năng Kimi Raikkonen sẽ rời McLaren để đến với gã khổng lồ đỏ Ferrari nhưng nhiều người cho rằng anh sẽ vẫn ở lại với McLaren, sát cánh cùng Alonso.

## Các nhà tài trợ

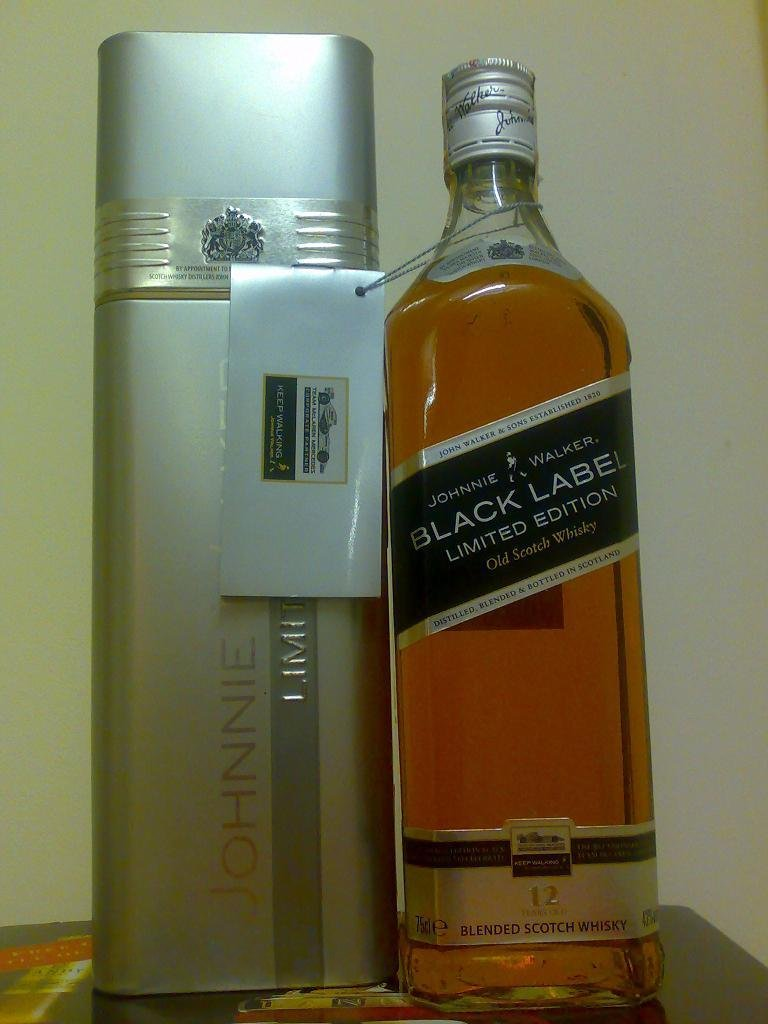
Black Label, phiên bản F1 dành cho đội McLaren Mercedes

McLaren có một trong những hợp đồng tài trợ lâu năm nhất với Phillip Morris qua hãng Malboro. Mối quan hệ được ký kết năm 1974 và kéo dài từ năm 1981 tới năm 1996, khi Malboro chuyển sang tài trợ cho Ferrari.
Imperial Tobacco (với thương hiệu West) là nhà tài trợ chính cho McLaren từ năm 1997 cho tới ngày 29 tháng 7 năm 2005. Sau đó, McLaren đã phải tìm một nhà tài trợ khác vì quy định cấm quảng cáo thuốc lá của Liên minh châu Âu.
Ngày 22 tháng 2 năm 2005, Diageo plc và McLaren công bố rằng Diageo trở thành nhà tài trợ chính cho đội với thương hiệu Johnnie Walker, thương hiệu rượu Whisky nổi tiếng nhất thế giới. Tiêu đề "Johnnie Walker" và biểu tượng "Striding Man" được sơn trên sườn xe kể từ giải Hungary. Tuy nhiên, tên đầy đủ của đội không có Johnnie Walker mà chỉ gồm Team McLaren Mercedes cho tới hết năm 2006. Kể từ mùa 2007, đội đua này sẽ đổi thành Vodafone McLaren Mercedes.
Ngày 8 tháng 3 năm 2006, đội đua đã thông báo rằng Emirates Airline đã tham gia tài trợ đội với hợp đồng 1 năm, trị giá khoảng 20-$25 triệu đô la Mỹ.

## McLaren qua những con số
- Tổng số chặng đua: 974
- Chiến thắng: 189
- Chức vô địch cá nhân: 12
- Chức vô địch dành cho đội đua: 9 (1974, 1984, 1985, 1988, 1989, 1990, 1991, 1998, 2024)
- Vị trí xuất phát đầu tiên: 164
- Bục Podiums: 524
- Chiến thắng 1-2: 40
- Chạy một vòng nhanh nhất: 172